# زیر گنبد کبود (فیلم)
زیر گنبد کبود فیلمی به کارگردانی مهدی رئیس‌فیروز و نویسندگی رضا کریمی محصول سال ۱۳۴۶ است.

## بازیگران
- مجید محسنی
- آذر شیوا
- رضا کریمی
- شهلا
- شهین
- علی محزون
- رفیع حالتی
- ایران دفتری
- ایران قادری
- نریمان
- ناهید امیریان